# Thecla suada
Thecla suada är en fjärilsart som beskrevs av William Chapman Hewitson 1877. Thecla suada ingår i släktet Thecla och familjen juvelvingar. Inga underarter finns listade i Catalogue of Life.